# Упрощённые правила Инга
Упрощённые правила Инга — правила игры го, применяемые Европейской Федерацией Го (EGF) в некоторых соревнованиях. Представляют собой сокращённый, изменённый и более формализованный вариант правил Инга (официальных правил международных турниров EGF).

## История
Упрощённые правила Инга — самый молодой из существующих на сегодняшний день свод правил го. Он был принят в 2003 году Европейской федерацией го (EGF). Упрощённые правила Инга применяются на турнирах, проводимых EGF без участия представителей Фонда Инга, а также на чемпионате Европы.
Поводом к решению о принятии данных правил послужил конфликт, возникший на чемпионате Европы в Загребе в 2002 году по поводу результата партии Ксаба Меро — Роберт Ясек. Турнир проводился по правилам Инга. После того, как в партии было сделано 4 паса, Ксаба потребовал удаления с доски камней Ясека, которые, по мнению Ксаба, были заведомо обречены при правильном доигрывании. Ясек заявил, что, поскольку уже сделано 4 паса, игроки не могут претендовать на удаление каких-либо камней соперников. Судья турнира принял решение в пользу Ксаба, Ясек подал апелляцию, а после неблагоприятного для себя решения обратился в Рейтинговую комиссию — последнюю апелляционную инстанцию EGF. Решение судьи было оставлено без изменения, но обсуждение ситуации показало неясность некоторых формулировок оригинальных правил Инга, в основном, касающихся порядка завершения игры. Результатом явилось противоречие: при рассмотрении апелляции судьи были вынуждены своей властью оценивать позицию в партии и отменять действия игроков, в то время как в правилах Инга прямо сказано: «Жизнеспособность любой формы определяется только доигрыванием, и не может быть задана никаким судейским решением».
После описанных событий EGF, при активном участии Роберта Ясека, приняла решение о переходе в большинстве соревнований от оригинальных правил Инга к так называемым упрощённым, в которых более жёстко определён порядок завершения партии а также внесены другие упрощение, например, заменена формулировка правила ко, которую сочли слишком сложной.

## Основные особенности
- Как и в правилах Инга, разрешён суицид группы камней.
- Вместо сложного в описании и понимании правила ко Инга применяется правило «позиционного суперко» — запрещено повторение позиции, ранее уже возникавшей в партии, причём под «позицией» понимается только порядок расположения камней, без учёта очереди хода.
- Полностью формализован порядок завершения игры. Партия гарантированно завершается после двух последовательностей по 2 паса подряд. После первых двух последовательных пасов игроки договариваются о том, какие группы должны быть сняты с доски. Если соглашение достигнуто, то мёртвые группы снимаются и проводится подсчёт очков. Если соглашение не достигнуто, то производится доигрывание из позиции, сложившейся на момент первых двух последовательных пасов, которое начинает противник игрока, пасовавшего последним. Доигрывание безусловно заканчивается после следующих двух последовательных пасов, после чего сразу производится подсчёт очков (то есть при доигрывании все мёртвые группы противников должны быть сняты, если же они оставлены, то считаются живыми).
- Правила подсчёта очков аналогичны инговским: одно очко приносит каждый камень, установленный на доску, и каждый пункт территории, окружённой камнями игрока. Пункты сэки при подсчёте не учитываются. Как один из вариантов допускается подсчёт результата заполнением доски (по процедуре, предусмотренной правилами Инга).
- При равенстве очков, набранных игроками с учётом коми, объявляется ничья (в отличие от правил Инга, по которым в таком случае победа присуждается чёрным). Если в турнире нежелательны ничьи, то их можно исключить принятием нецелого коми.

## Положения упрощённых правил Инга

### Общее
- Играют два игрока, один против другого. Игра ведётся на игровой доске, с помощью чёрных и белых камней. Один игрок играет чёрными камнями, другой — белыми. Доска представляет собой сетку из пересекающихся горизонтальных и вертикальных линий.
- Обычно доска состоит из 19 горизонтальных и 19 вертикальных линий, образующих 361 пересечение, называемые пунктами. Игра начинается с пустой доски.
- Два пункта доски являются соседними, если они находятся рядом на одной линии.
- Камни одного цвета соединены, если они находятся на соседних пунктах, либо если они соединяются цепочкой камней своего цвета, таких, что каждый следующий является соседом предыдущего. Аналогичным образом, пустые пункты соединены, если они являются соседними или соединяются цепочкой пустых пунктов, каждый следующий в которой является соседним предыдущему.
- Регион на доске образуется пунктом и всеми пунктами, соединёнными с ним.
- Позиция — это расположение чёрных и белых камней, выставленных на доску, и пустых пунктов. Позиция хода определяется после удаления всех камней, которые на этом ходу должны быть удалены.
- Количество очков, набранных игроком, определяется количеством пунктов: а) занятых камнями его цвета и б) пустых, входящих в регионы, имеющие соединение с камнями только его цвета.

### Ходы
- Игроки ходят по очереди. Первый ход в партии делают чёрные.
- Ход — это либо постановка своего камня на один из пустых пунктов, либо пас.
- После каждого хода с доски удаляются камни из всех регионов, не соединённых хотя бы с одним пустым пунктом. Удаление камней противника предшествует удалению собственных камней.

### Отсутствие повторений
- Недопустимо делать ход, после которого позиция на доске повторяет одну из позиций, уже встречавшихся в партии.

### Переговоры
- Игра останавливается после того, как игроки последовательно пасуют.
- После остановки игры игроки должны договориться о том, из каких регионов на доске должны быть удалены камни.
- Если игроки пришли к соглашению, выбранные группы удаляются, после чего проводится подсчёт очков.
- Если игроки не пришли к соглашению, игра возобновляется с позиции, имевшейся перед двумя последовательными пасами. Доигрывание начинает противник игрока, пасовавшего последним. После того, как оба игрока снова последовательно пасуют, игра завершается, и сразу производится подсчёт очков.

### Результат
В финальной позиции, когда очки игроков не равны, победителем объявляется игрок с большим количеством очков. Если очки игроков равны, объявляется ничья.

### Дополнительные правила
- Правила турнира могут определять коми — компенсацию белым за право первого хода чёрных. В этом случае коми добавляется к очкам белых и учитывается при определении результата партии.
- На практике результат партии может определяться процедурой заполнения доски камнями, как в официальных правилах Инга. В таком случае коми учитывается с помощью камней компенсации (4 камня соответствуют коми 8 или 7,5 очков).
- Правила турнира могут требовать письменной фиксации результата партии за подписью игроков или определять, что достаточно устной фиксации результата.
- Правила турнира могут дополнительно определять процедуру сдачи.

## Комментарий
Нетрудно видеть, что упрощённые правила Инга представляют собой своеобразный «гибрид» правил Инга и правил Тромпа — Тейлора. Они не содержат таких традиционных для японских и китайских правил понятий как «группа» и «дыхательный пункт». Вместо этого дано топологическое определение региона, который может быть либо пустым, либо занятым камнями одного цвета. На этом определении и понятии связанных пунктов и камней определяется и порядок удаления групп, не имеющих дыхательных пунктов. Тем не менее, все нетрадиционные формулировки приводят, в целом, к тому же порядку игры.
Правила ничего не говорят прямо о запрете на самоубийственные ходы, однако правило ко, которое принято в них, запрещает самоубийство единичного камня (так как при таком ходе повторяется позиция). Самоубийство группы, таким образом, оказывается разрешено.
Инговское правило ко заменено правилом «позиционного суперко» — запретом на повторение уже встречавшегося в партии расположения камней на доске. Сделано это для упрощения правил, с учётом того факта, что различия в действии этих вариантов правил минимальны.
Сделан явный упор на формализацию процедуры завершения игры. Комментарий к правилам объясняет данную процедуру следующим образом:
- Игрок вправе сам решать, какие камни противника он будет удалять во время основной части партии, а какие нет.
- После двух последовательных пасов, когда игроки обсуждают удаление «мёртвых» камней, игрок вправе согласиться или не согласиться с удалением той или иной своей группы. Ни дополнительные правила турнира, ни решения судьи не могут обязать игрока согласиться или не соглашаться с удалением камней.
- Когда первые два последовательных паса сделаны, но результат партии ещё не зафиксирован, игрок в любой момент может потребовать продолжения игры. Но после того, как результат зафиксирован, никакие требования о продолжении игры не принимаются.
- Если игроки согласны с удалением камней, результат может быть зафиксирован уже после первой последовательности пасов и удаления камней.
- Если игроки не согласны с удалением хотя бы некоторых камней, начинается доигрывание, которое проводится из исходной позиции и заканчивается ещё одной последовательностью из двух пасов. Правила говорят, что любые камни, не снятые в процессе доигрывания, считаются «живыми». Таким образом, либо спорные группы будут сняты при доигрывании, либо после завершения игры противник не сможет требовать снять их с доски.